# Maan de Steenwinkel

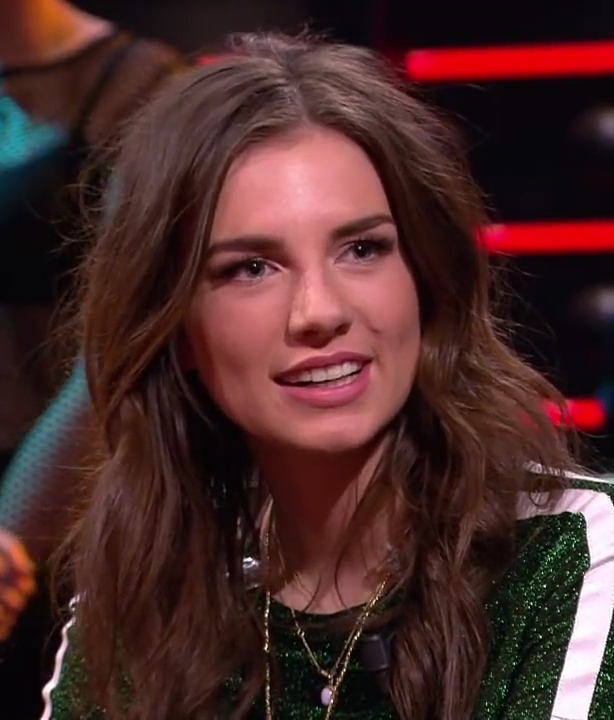
Maan de Steenwinkel (2017)

Maan de Steenwinkel (* 10. Februar 1997 in Utrecht), auftretend als Maan, ist eine niederländische Sängerin. Sie gewann 2016 die sechste Staffel von The Voice of Holland, ihr Coach war dabei Marco Borsato. Ihre erste Single Perfect World produzierte Hardwell; im Februar 2016 verzeichnete sie damit ihren ersten Hit in den niederländischen Top 40. Auch die zweite Single Ride It erreichte die Top 40. Gemeinsam mit Ronnie Flex sang sie das Lied Blijf bij mij ein, das 2017 Platz zwei erreichte. Zum ersten Mal auf dem Spitzenplatz der Charts war sie 2019 mit dem Song Hij is van mij, einer Kollaboration von Kris Kross Amsterdam, Maan und Tabitha feat. Bizzey. Im Februar 2020 war ihr Album Onverstaanbaar ebenfalls auf Platz eins. Weiteren Hits in den Single-Top-Ten folgte 2021 der zweite Nummer-eins-Hit, Blijven slapen, veröffentlicht mit dem Rapper Snelle.
Als Schauspielerin war sie 2019 in Der Club der hässlichen Kinder zu sehen.

## Diskografie

### Studioalben
| Jahr | Titel                                                          | Höchstplatzierung, Gesamtwochen, AuszeichnungChartplatzierungen (Jahr, Titel, Platzierungen, Wochen, Auszeichnungen, Anmerkungen) | Höchstplatzierung, Gesamtwochen, AuszeichnungChartplatzierungen (Jahr, Titel, Platzierungen, Wochen, Auszeichnungen, Anmerkungen) | Anmerkungen                             |
| Jahr | Titel                                                          | NL | BEF | Anmerkungen                             |
| ---- | -------------------------------------------------------------- | --- | --- | --------------------------------------- |
| 2017 | Het Sinterklaas meezingboek – De 15 leukste sinterklaasliedjes | NL38 (5 Wo.)NL | — | Erstveröffentlichung: 15. November 2017 |
| 2018 | Waar ga je heen                                                | NL15 Gold · (7 Wo.)NL | — | Erstveröffentlichung: 26. Oktober 2018  |
| 2020 | Onverstaanbaar                                                 | NL1 Gold · (38 Wo.)NL | BEF68 (9 Wo.)BEF | Erstveröffentlichung: 31. Januar 2020   |
| 2022 | Leven                                                          | NL11 Platin · (57 Wo.)NL | BEF147 (2 Wo.)BEF | Erstveröffentlichung: 14. Oktober 2022  |

### Singles
| Jahr | Titel Album                           | Höchstplatzierung, Gesamtwochen, AuszeichnungChartplatzierungen (Jahr, Titel, Album, Platzierungen, Wochen, Auszeichnungen, Anmerkungen) | Höchstplatzierung, Gesamtwochen, AuszeichnungChartplatzierungen (Jahr, Titel, Album, Platzierungen, Wochen, Auszeichnungen, Anmerkungen) | Anmerkungen                                                                             |
| Jahr | Titel Album                           | NL | BEF | Anmerkungen                                                                             |
| ---- | ------------------------------------- | --- | --- | --------------------------------------------------------------------------------------- |
| 2016 | Perfect World –                       | NL31 Gold · (5 Wo.)NL | — | Erstveröffentlichung: 30. Januar 2016                                                   |
| 2016 | Ride It –                             | NL28 Gold · (6 Wo.)NL | — | Erstveröffentlichung: 1. April 2016                                                     |
| 2018 | Spijt Waar ga je heen                 | NL32 Gold · (2 Wo.)NL | — | Erstveröffentlichung: 8. Juni 2018 feat. Jonna Fraser                                   |
| 2018 | Lief zoals je bent Waar ga je heen    | NL16 Gold · (7 Wo.)NL | — | Erstveröffentlichung: 14. September 2018                                                |
| 2018 | Hij is van mij –                      | NL1 ×4Vierfachplatin · (23 Wo.)NL | — | Erstveröffentlichung: 21. Dezember 2018 mit Kris Kross Amsterdam & Tabitha feat. Bizzey |
| 2019 | Zo kan het dus ook Onverstaanbaar     | NL12 Platin · (13 Wo.)NL | — | Erstveröffentlichung: 12. Juli 2019                                                     |
| 2019 | Ze huilt maar ze lacht Onverstaanbaar | NL3 Platin · (17 Wo.)NL | — | Erstveröffentlichung: 13. Dezember 2019                                                 |
| 2020 | Rode wijn –                           | NL23 Platin · (11 Wo.)NL | — | Erstveröffentlichung: 20. März 2020 mit Kraantje Pappie                                 |
| 2021 | Als Ik Je Weer Zie –                  | NL6 ×2Doppelplatin · (16 Wo.)NL | — | Erstveröffentlichung: 15. Januar 2021 mit Thomas Acda, Paul de Munnik & Typhoon         |
| 2021 | Blijven Slapen Leven                  | NL1 ×2Doppelplatin · (21 Wo.)NL | BEF10 (20 Wo.)BEF | Erstveröffentlichung: 26. Februar 2021 mit Snelle                                       |
| 2021 | Niks Is Heilig –                      | NL15 (8 Wo.)NL | — | Erstveröffentlichung: 13. August 2021                                                   |
| 2021 | Leven                                 | NL15 Gold · (11 Wo.)NL | — | Erstveröffentlichung: 3. Dezember 2021                                                  |
| 2022 | Naar de maan Leven                    | NL9 Gold · (9 Wo.)NL | — | Erstveröffentlichung: 1. Juli 2022 mit De Jeugd van Tegenwoordig                        |
| 2022 | Sowieso overhoop Leven                | NL37 (3 Wo.)NL | — | Erstveröffentlichung: 7. Oktober 2022                                                   |
| 2022 | Stiekem Leven                         | NL2 Platin · (32 Wo.)NL | BEF2 (… Wo.)BEF | Erstveröffentlichung: 4. November 2022 mit Goldband                                     |

### Gastbeiträge
| Jahr | Titel Album     | Höchstplatzierung, Gesamtwochen, AuszeichnungChartsChartplatzierungen (Jahr, Titel, Album, Platzierungen, Wochen, Auszeichnungen, Anmerkungen) | Anmerkungen            |
| Jahr | Titel Album     | NL | Anmerkungen            |
| ---- | --------------- | --- | ---------------------- |
| 2017 | Blijf bij mij – | NL2 ×2Doppelplatin · (17 Wo.)NL | Ronnie Flex feat. Maan |